# Micaela Cousino
Titre
Épouse du prétendant orléaniste
 au trône de France
(en droit canon)
26 septembre 2009 – 21 janvier 2019
(9 ans, 3 mois et 26 jours)
Micaela Cousiño, née le 30 avril 1938 à Vichy (Allier) et morte le 13 mars 2022 à Paris (8e arrondissement), est la seconde épouse d'Henri d'Orléans, comte de Paris, prétendant orléaniste au trône de France de 1999 à sa mort en 2019. Elle porte les titres de courtoisie de princesse de Joinville, comtesse douairière de Paris et duchesse de France.

## Biographie

### Carrière professionnelle
La future comtesse de Paris commence une carrière à Radio France, qui se poursuit dans un groupe de publicité en Espagne, puis une maison d’édition d’art en France. À la fin des années 1970, elle est chargée de la communication au ministère du Budget pour Raymond Barre, jusqu'en mai 1981. Elle travaille ensuite pour l'Association pour la recherche sur le cancer (ARC) pendant un an.

### Mariages
Elle épouse civilement à Saint-Cloud le 12 juin 1961 Jean-Robert Bœuf (1934-2014), opérateur à la télévision française, dont elle a un fils en 1964, Alexis-Francis Boeuf, horloger. Le Tribunal civil de la Seine prononce le divorce le 24 mai 1966.
Elle épouse civilement en secondes noces à Bordeaux, le 31 octobre 1984, Henri d'Orléans, alors comte de Clermont, fils aîné d'Henri d'Orléans, comte de Paris, prétendant orléaniste au trône de France (1940-1999). Elle le rencontre le 21 janvier 1974, grâce à un ami commun, l’écrivain André Couteaux. Le premier mariage religieux du prétendant orléaniste ayant bénéficié d'une reconnaissance canonique de nullité, un mariage religieux a eu lieu le 26 septembre 2009, en l'église Saint-Jean-Baptiste de l'Uhabia, à Arcangues (Pyrénées-Atlantiques), petite ville du Pays basque où la comtesse de Paris a passé une partie de son enfance.

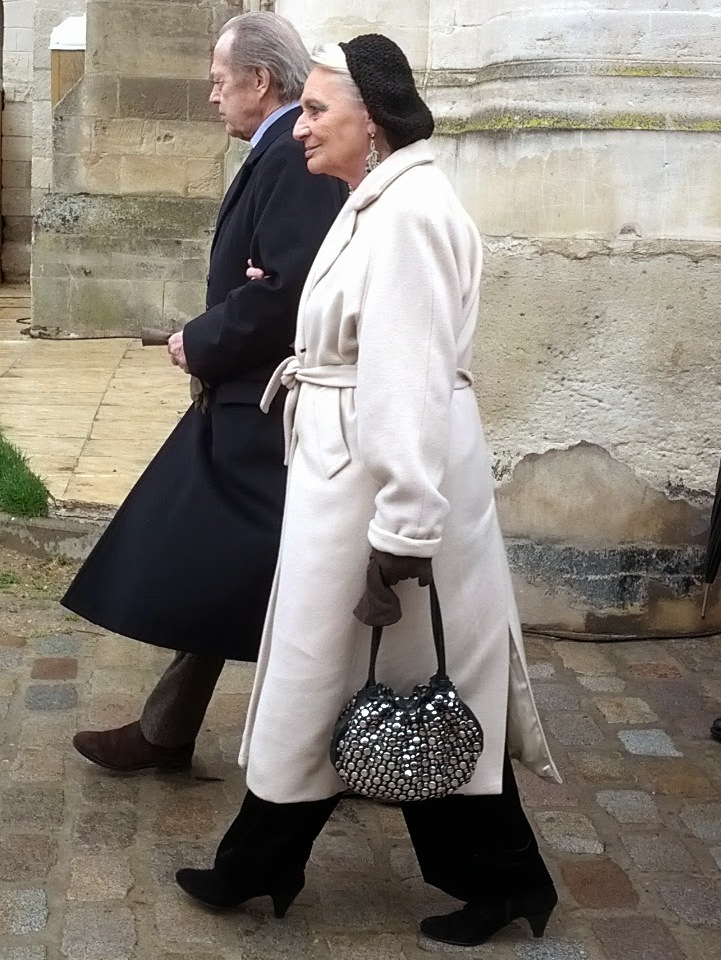
Le comte et la comtesse de Paris le 27 avril 2014, à l’occasion des 800 ans de la naissance de saint Louis.

Henri d'Orléans meurt le 21 janvier 2019 au matin, le jour anniversaire de l'exécution de Louis XVI, le 21 janvier 1793.

### Mort et funérailles
Micaela Cousino meurt à son domicile, rue de Miromesnil, à Paris le 13 mars 2022, à l'âge de 83 ans. Le 22 mars, une « messe d'À-Dieu » est célébrée par monseigneur Patrick Chauvet, recteur-archiprêtre de la cathédrale Notre-Dame de Paris, en l'église Saint-Germain-l'Auxerrois de Paris. Le 23 mars, après une messe à l'église Saint-Jean-Baptiste à laquelle assistent notamment son fils et la comtesse de Paris, ses funérailles ont lieu au cimetière paysager de Karsinenea à Saint-Jean-de-Luz,,.

## Origines familiales

### Patronyme
Le nom de famille Cousiño est dérivé de Couto de Liomil, une récompense donnée par le roi de Portugal Alphonse Ier, en récompense de services rendus[réf. nécessaire]. Le nom de famille est Coutinho au Portugal et Cousiño en Galice (Espagne). Les deux branches de cette famille ont le même blason. Les Coutinho ont occupé de hautes fonctions publiques au Portugal, ils étaient comtes de Marialva, de Barba et de Redondo et s'allièrent à la famille royale de Portugal par le mariage de Guiomar Coutinho, comtesse de Marialva, avec l'infant Ferdinand (pt), fils du roi Manuel Ier.

### Parents
- père naturel[13] de Micaela Cousino : Luis Maximiliano Cousiño y Sébire[14], héritier de l’une des plus riches familles pionnières du Chili (originaire au XVIIIe siècle de La Corogne[15], en Galice),
- mère de Micaela Cousino : Antonia Quiñones de Léon y Bañuelos, 4e marquise de San Carlos (es)[16],[17], épouse de Luis Maximiliano Cousiño y Sébire.

### Famille Cousiño
Originaires d'Espagne, les Cousiño se sont établis au Chili au XVIIIe siècle dont ils devinrent l'une des plus riches familles au XVIIIe siècle.
Les ancêtres en ligne masculine de Micaela Cousiño
- Juan Antonio Cousiño, père du précédent. Espagnol, il est le premier de sa famille arrivé au Chili (en 1760)[12], d'où :
  - José Agustín Cousiño, fut l’un des plus grands pionniers du progrès économique du Chili au XIXe siècle[12], d'où :
    - Matías Cousiño (1810-1863), homme d’affaires, député et sénateur du Chili, d'où :
      - Luis Cousiño (1835-1873), homme d'affaires, homme politique et philanthrope, député de la République du Chili. Il épousa Isidora Goyenechea (1836-1897) qui possédait l'une des plus grandes fortunes du monde selon le New York Times et Le Figaro[19], d'où :
        - Luis Alberto Cousiño (1856-1917), dirigeant des mines familiales d'argent de Chañarcillo, d'où :
          - Luis Maximiliano Cousiño y Sébire (1895-1970), père de Micaela Cousiño.

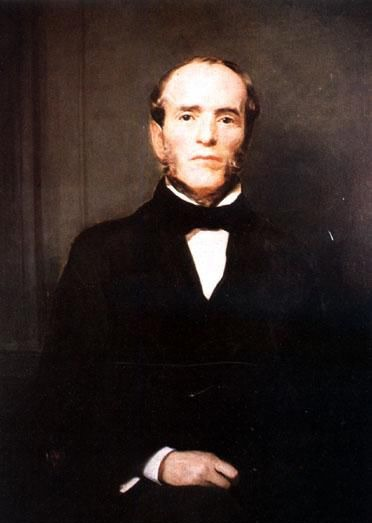
Matías Cousiño (1810-1863)
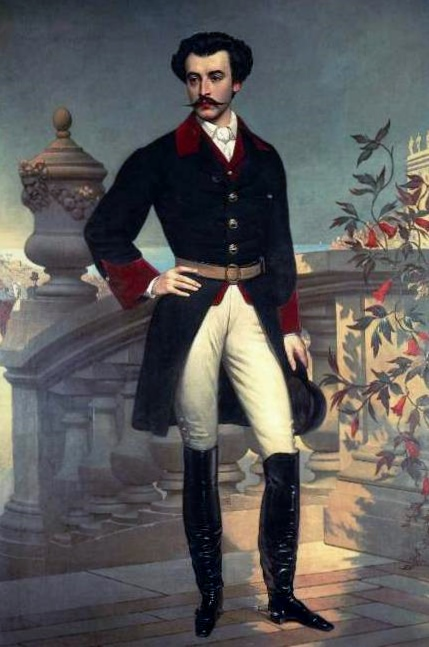
Luis Cousiño (1835-1873)
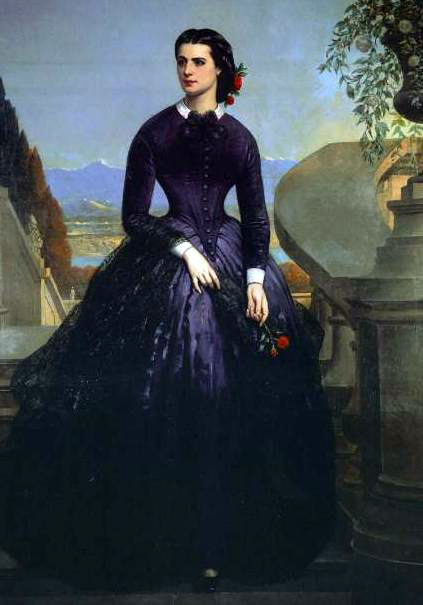
Isidora Cousiño, née Goyenechea (1836-1897)

### Armoiries
La comtesse douairière de Paris porte comme armes, deux écus accolés (traditionnellement réservés aux femmes en héraldique), celui de gauche reprenant les armes de son époux le comte de Paris (à savoir : d'azur à trois fleurs de lis d'or), et de droite reprenant les armes de sa mère, la marquise de San Carlos (à savoir : échiqueté de gueules et de vair de quinze pièces et à la bordure componée de Castille et Léon) ; ses armes surmontées de la couronne royale de France,,,.

### Les palais Cousiño
Le trisaïeul de Micaela Cousino, Luis Cousiño Cousiño (1835-1873), fit construire plusieurs palais au Chili : à Copiapó, à Lota (450 km de Santiago), mais le plus connu est le palais de Cousiño construit en 1870 à Santiago sur un terrain de 11 000 m2. Trois générations de la famille Cousiño ont habité ce palais pendant six décennies, jusqu'en 1938.
La construction a été confiée à l'architecte français Paul Lathoud. Il se compose de 12 pièces de styles différents. Pour la décoration et la construction du palais, velours, brocart, porcelaine de Sèvres, de Limoges et de Saxe ont été importés d'Europe à bord des navires de la famille. Des décorations en noyer, acajou, chêne américain, ébène, hêtre allemand y ont été sculptées à la main. Les rideaux ont été brodés à la main en France et en Italie.
C’est la première propriété d’Amérique du Sud à posséder une génératrice électrique, achetée à Thomas Edison, un ami de la famille, et la première à posséder également, grâce à son système de chauffage, de l'eau froide simultanément et l'un des premiers ascenseurs existants au Chili.
Aujourd'hui propriété de la ville de Santiago, il est ouvert en tant que musée depuis 1977 et classé monument national. Le gouvernement chilien y a reçu le président français Charles de Gaulle en 1964 à l'occasion de sa tournée en Amérique du Sud, le roi Baudoin de Belgique, la Première ministre d'Israël Golda Meir, les présidents Adolfo López Mateos du Mexique, Heinrich Lübke d'Allemagne, Giuseppe Saragat d'Italie, etc.

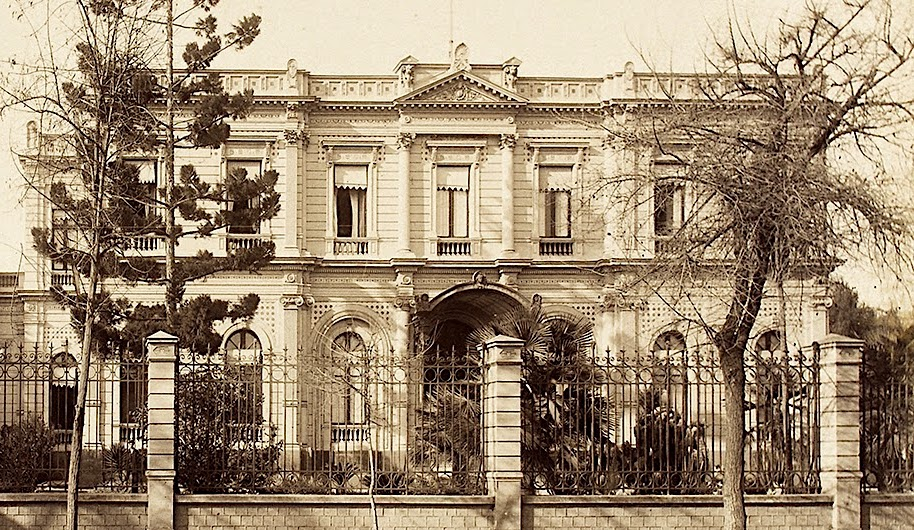
Palais Cousiño de Santiago en 1880.
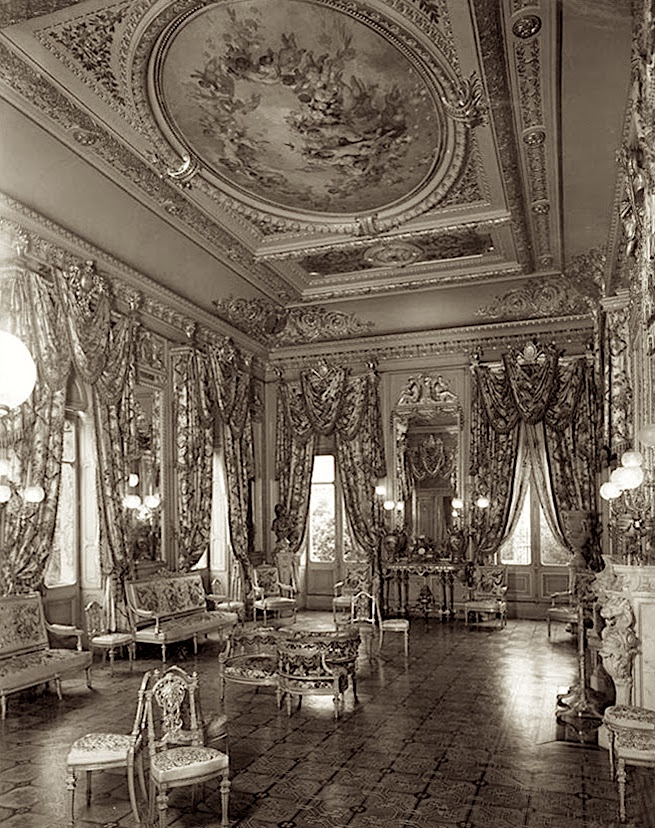
Salle de bal du palais Cousiño (à Santiago).
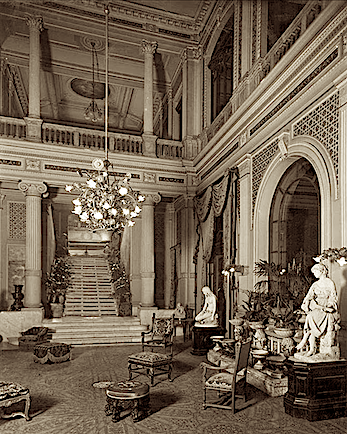
Hall du palais Cousiño (à Santiago).
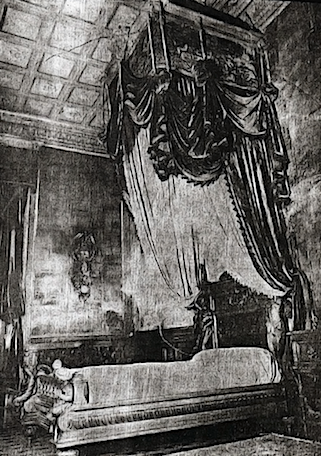
Chambre de Luis Cousiño au palais Cousiño (à Santiago).
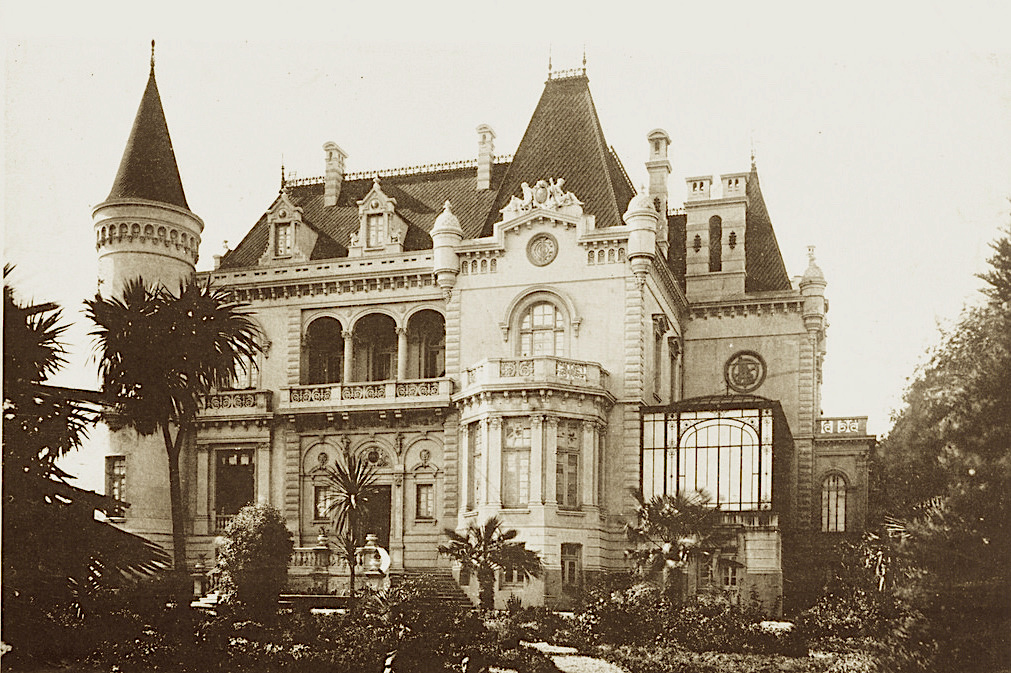
Palais Cousiño à Lota (à 450 km de Santiago).

### Côté maternel
- mère de Micaela Cousiño : Antonia Quiñones de León, marquise de San Carlos (1895-1982),
- grand-père de Micaela Cousiño : José Quiñones de León y de Francisco Martin, marquis de San Carlos, marquis de Alcedo (1858-1937), diplomate, secrétaire de la Légation espagnole de La Haye
- arrière-grand-père de Micaela Cousiño : Cayo Quiñones de León y Santalla, marquis de Montevirgen, marquis de San Carlos (1818-1898), ministre plénipotentiaire
- trisaïeul de Micaela Cousiño : José María Quiñones de León y Abaurrea, marquis de Montevirgen (né en 1788)

### Autres ascendants
Micaela Cousiño a aussi des ancêtres anglais :
- Philip IV Le Despencer, baron Le Despenser (1365-1424)
- Robert Tibetot, baron Tibetot (1340-1372)
- Reginald Grey, baron Grey de Ruthyn (1322-1388)
- William Deincourt, baron Deincourt (1300-1364)
- etc.

## Titulature
Les titres portés actuellement par les membres de la maison d’Orléans n’ont pas d’existence juridique en France et sont considérés comme des titres de courtoisie. Ils sont attribués par le chef de maison.
- 31 octobre 1990[24] - 19 juin 1999 : Micaela d'Orléans, princesse de Joinville[25],[26] ;
- 19 juin 1999 - 26 septembre 2009 : Son Altesse Royale la princesse Micaela d'Orléans, duchesse de France, princesse de Joinville[26] ;
- 26 septembre 2009 - 21 janvier 2019 : Son Altesse Royale la comtesse de Paris, duchesse de France ;
- 21 janvier 2019 - 13 mars 2022 : Son Altesse Royale la comtesse douairière de Paris, duchesse de France.

## Filles de la révolution américaine
Le chapitre Rochambeau rejeta sa candidature au titre de l'une des Filles de la révolution américaine – dont l'objet était, selon l'auteur Yves-Marie des Hauts de Bellevue, « une reconnaissance de ses titres et prétentions ».

## Filmographie
- Palabras en el silencio, documentaire portrait de Marc-Laurent Turpin, (50 min) – mesure-6 Films, 2009  (EAN 3-770000-653126[à vérifier : EAN invalide])
- Henri VII, Prince de France, Prince de l'Universel, documentaire historique de Marc-Laurent Turpin, (120 min), mesure-6 Films, 2009  (EAN 3-770000-653137)